# Werner Jaisli
Werner Jaisli est un voyageur et artiste suisse né le 4 janvier 1949 et mort en décembre 2021. Il a construit un OVNIport — une piste d'atterrissage pour extraterrestres — à trois kilomètres de la ville de Cachi, en Argentine. La construction nommée également « étoile de l’espérance », a été reconnue patrimoine architectonique et urbanistique de la province de Salta lors d’un vote des députés provinciaux en septembre 2020.
Il a travaillé sur des stands de foires européennes, où il aurait gagné des récompenses pour son travail.
Jaisli s'habillait de manière originale, portait une large barbe et des habits de druides. Il était décrit comme créatif et généreux par ses amis.

## Étoile de l'espérance
L'œuvre réalisée par Jaisli, connue sous le nom de « ponton », représente une large étoile composée de 36 branches, de 48 mètres de diamètre, contenant en son centre une autre étoile, plus petite,. Le tout est réalisé avec des pierres transportées des alentours et blanchies. Jaisli le construisit entre 2008 et 2012
Jaisli a édifié son étoile à la suite d'une rencontre du troisième type en 2008, lorsque selon lui, il reçut télépathiquement des ordres de deux OVNI.
Son étoile de l'espérance a eu un fort impact culturel sur la ville de Cachi, des peintures murales la dépeignant recouvrant les restaurants. La ville de Cachi est devenue avec les années un lieu de pèlerinage pour les amateurs d'OVNI grâce à l'Étoile de l'espérance, qui est devenue une manne touristique selon le maire.